# Henri Roger (militaire)
Pour les articles homonymes, voir Henri Roger (homonymie).
François-Henri Roger, né le 12 septembre 1889 à Verneil-le-Chétif (Sarthe) et décédé le 10 octobre 1964 à Château-du-Loir (Sarthe), est un combattant de la Première Guerre mondiale.
Avec une Croix de guerre ornée de 14 citations, il est considéré comme étant le sous-officier le plus décoré de l'armée française en 14-18,.

## Carrière militaire
Fils de forgeron, François-Henri Roger (prénom usuel : Henri) décide de s'engager volontairement dans la cavalerie le 25 février 1909 à l'âge de 19 ans, et rejoint le 8e régiment de hussards de Verdun (Meuse) où il reçoit une formation de mitrailleur, arme révolutionnaire à cette date. Le 25 septembre 1909, il est nommé brigadier. Le 24 juillet 1912, Henri Roger est affecté au 3e régiment de hussards, stationné à Senlis (Oise). Il est promu maréchal des logis le 23 août 1913.
A la déclaration de la guerre le 2 août 1914, le 3e hussards est immédiatement déployé en Belgique pour couper la route aux Allemands. Le maréchal des logis Henri Roger se distingue d'emblée par son courage et sa bravoure : à la tête de son peloton, il charge sabre au clair un peloton ennemi et capture 16 cavaliers allemands. Il reçoit alors sa première citation à l’ordre de la division, première d'une longue liste. En seulement trois mois, il reçoit six citations. Le 30 décembre 1914, la Médaille militaire lui est concédée : c'est sa septième citation.
À partir de 1915, le 3e hussards combat désormais à pied dans les tranchées, ayant abandonné ses chevaux comme tous les autres régiments de cavalerie. Henri Roger va servir comme chef de section de mitrailleuses, et ce jusqu'à la fin du conflit. Il s’illustre de nouveau au cours de l'année 1916 en recevant trois nouvelles citations, puis au cours de l'année 1918 avec quatre citations. Il participe notamment à la bataille du Mont Kemmel (avril 1918), et à la bataille de Somme-Py (septembre 1918) lors de l'offensive Meuse-Argonne.
Au sortir de la guerre, Henri Roger est promu adjudant le 4 juin 1919. Il est affecté au 2e régiment d'aviation de chasse le 26 mars 1920, et nommé adjudant-chef le 25 mars 1921. Il quitte définitivement le service actif le 25 février 1924.
Il s'installe alors avec sa femme comme épicier à Château-du-Loir (Sarthe). Il devient président de plusieurs associations d'anciens combattants, et est élu conseiller municipal de sa ville en 1959.
Il est fait chevalier de la Légion d’honneur le 15 décembre 1932, puis élevé au grade d’officier de la Légion d'honneur le 31 décembre 1951.
Henri Roger décède accidentellement, dans sa 75e année, le 10 octobre 1964, lors de l'effondrement du grenier de sa maison à Château-du-Loir.
Le 17 janvier 2025, il donne son nom à la 378e promotion de l'École nationale des sous-officiers d'active de Saint-Maixent-l'École (Deux-Sèvres).

## Citations
L'adjudant-chef Henri Roger est titulaire de la Croix de guerre 1914-1918, ornée de 14 citations : 5 palmes et 9 étoiles. Cela fait de lui le sous-officier français le plus décoré de la Première Guerre mondiale.
Outre les 14 citations françaises, l'adjudant-chef Henri Roger a également obtenu la Croix de guerre belge avec 2 citations, et la Distinguished Conduct Medal britannique avec 1 citation, soit au total 17 citations.
Liste des 14 citations françaises obtenues avec la Croix de guerre 14-18 : 
- Citation à l’ordre de la division du 12 août 1914 : « Sous-officier plein d’audace, étant en patrouille avec quelques cavaliers de son peloton, a chargé un peloton de cavaliers allemands et a fait prisonnier l’officier et quinze cavaliers ».

- Citation à l’ordre de la brigade du 15 août 1914 : « A été chercher sous un feu violent un cavalier tombé de cheval ».

- Citation à l’ordre de la brigade du 18 août 1914 : « Etant en découverte avec son escadron, a fait preuve du plus grand courage et du plus grand sang-froid en restant pied à terre sous un feu nourri partant d’une lisière de bois, pour aider à remonter à cheval un cavalier dont le cheval était tombé ».

- Citation à l’ordre de la division du 20 août 1914 : « S’est maintes fois distingué, notamment le 19 août 1914 où, entouré avec son peloton par deux escadrons, s’est frayé hardiment un passage à coups de sabre ».

- Citation à l’ordre de la division du 1er septembre 1914 : « A été reconnaitre la position des batteries allemandes à Villers-Saint-Frambourg (Oise). »

- Citation à l’ordre de la brigade du 15 octobre 1914 : « A été se mettre en liaison avec une batterie d’artillerie française, malgré le feu violent de l’artillerie allemande à Aix-Noulette (Pas-de-Calais). »

- Médaille militaire avec citation à l’ordre l’ armée, JO du 21 janvier 1915 pour prendre rang du 30 décembre 1914 : « D’un courage et d’une audace remarquables, a tué de sa main un capitaine d’artillerie allemande, a sabré avec ses camarades les canonniers qui paralysaient la batterie (2 septembre 1914). »

- Citation à l’ordre de la 4e armée, du 7 mars 1916 : « Sous-officier, chef de section de mitrailleuses, remarquable par ses connaissances professionnelles, pendant les combats du 21 au 22 février 1916, est resté en position, infligeant à l’ennemi des pertes considérables,  ne s’est replié qu’après épuisement complet de ses munitions, et est parvenu avec les quelques hommes qui lui restaient, à sauver ses deux pièces. »

- Citation à l’ordre de la 10e armée du 28 août 1916 : « Etant dans une parallèle de départ, les officiers de la compagnie qui devaient partir avant lui ayant été tous mis hors de combat, n’a pas hésité à sortir de la tranchée pour donner l’exemple, a ainsi entraîné cette compagnie à l’assaut des positions ennemies sous un feu violent, est revenu chercher sa section de mitrailleuses (Prise d’Hébuterne (Somme), juin 1916) »

- Citation à l’ordre de la 3e armée du 15 octobre 1916 : « Sous-officier d’une intelligence, d’une bravoure et d’une énergie qui en font un chef de troupe de premier ordre. Déjà cité de nombreuses fois à l’ordre, vient de donner une nouvelle preuve de sa superbe audace, en enlevant à la tête d’une petite troupe de neuf hommes, un poste ennemi dont les défenseurs ont tous été tués ou pris, un seul parvenant à s’échapper (Tracy-le-Val, Oise) ».

- Citation à l’ordre du 2e corps de cavalerie du 5 mai 1918, ordre n°379 : « Sous-officier mitrailleur très brave au feu, pendant les journées du 25 avril au 2 mai 1918, sous un bombardement violent de gros calibre, s’est maintenu avec sa section à 150 mètres en avant des lignes françaises au pied du Mont Kemmel, malgré plusieurs attaques dirigées contre lui. »

- Citation à l’ordre 2e corps de cavalerie du 23 juin 1918, ordre n°438 : « Chef de section très brave au feu, plusieurs fois cité pendant la guerre,  dans les journées du 15 au 17 août, est resté isolé avec sa section de mitrailleuses, a fait échouer plusieurs contre-attaques ennemies sur sa position. »

- Citation à l’ordre 1er corps de cavalerie du 18 août 1918 : « Sous-officier plein d’audace, plusieurs fois cité pendant la guerre, dans les journées du 15 et 17 août, est resté isolé avec sa section de mitrailleuses, a fait échouer plusieurs contre-attaques ennemies sur sa position ».
- Citation à l’ordre de la 4e armée du 27 septembre 1918 : « Sous-officier mitrailleur, a réussi à  traverser un espace terriblement battu où quatre hommes le précédant venaient d’être tués coup sur coup,  au cours d’une violente attaque ennemie, a installé une mitrailleuse sous un feu extrêmement violent en un point où elle enfilait complètement une tranchée allemande et en a grandement facilité la prise par une unité voisine. (Prise de Sommepy, Marne) ».

## Décorations
- Officier de la Légion d'honneur (officier du 30 décembre 1951, chevalier du 15 décembre 1932)
- Médaille militaire (30 décembre 1914)
- Croix de guerre 1914-1918, avec 5 palmes et 9 étoiles (14 citations)
- Croix du combattant (1930)
- Médaille commémorative de la guerre 1914–1918 (1920)
- Médaille interalliée de la Victoire (1922)
- Croix de guerre belge (2 citations)
- Distinguished Conduct Medal (1 citation)
- Médaille de l'Yser (Belgique)
- Médaille commémorative de la bataille de Verdun (France)